# 飛鳥井雅重
飛鳥井雅重（あすかい まさしげ、享保6年（1721年）6月6日 - 安永8年（1779年）6月3日）は、江戸時代中期の公卿。

## 官歴
- 享保10年（1725年）：従五位下、侍従
- 享保15年（1730年）：従五位上
- 享保17年（1732年）：左近衛権少将
- 享保18年（1730年）：正五位下
- 享保21年（1733年）：従四位下
- 元文2年（1737年）：左近衛権中将
- 寛保2年（1742年）：従四位上
- 寛保3年（1743年）：周防権介
- 延享2年（1745年）：従三位
- 寛延3年（1750年）：正三位、右兵衛督
- 宝暦2年（1752年）：参議
- 宝暦4年（1754年）：近江国権守
- 宝暦5年（1755年）：左兵衛督
- 宝暦6年（1756年）：従二位、権中納言
- 宝暦13年（1763年）：正二位
- 明和5年（1768年）：権大納言
- 明和8年（1771年）：従一位

## 系譜
- 父：飛鳥井雅香
- 子：中御門宗章
- 子：飛鳥井雅威